# Вулиця Миргородська (Львів)
Вулиця Миргородська — вулиця в Личаківському районі Львова, у місцевості Знесіння. Пролягає від вулиці Гамалії до вулиці Ковельської, паралельно вулицям Корецькій та Горіховій.
Прилучається вулиця Корейська.

## Історія та забудова
Вулиця виникла у складі селища Знесіння, не пізніше 1931 року отримала офіційну назву вулиця Шевченка, на честь видатного українського поета Тараса Шевченка. У 1934 році її перейменували на вулицю Тромби, на честь середньовічного релігійного діяча Миколая Тромби. Сучасну назву вулиця отримала у 1946 році, на честь міста Миргород на Полтавщині.
Вулиця має типову для Нового Знесіння забудову: суміш одноповерхових будинків 1930-х років у стилі конструктивізму, двоповерхових будинків барачного типу 1950-х років і сучасних приватних садиб.